# Fooling Uncle (film 1914)
Fooling Uncle è un cortometraggio muto del 1914 diretto da Harry A. Pollard che firma anche la sceneggiatura insieme a Margarita Fischer, sua partner nel film.

## Trama
Peggy e Harry sono innamorati, ma l'anziano zio di Harry non è molto favorevole al loro matrimonio. Harry mostra una foto della ragazza al vecchio che resta molto colpito e chiede di conoscerla. Peggy, per addolcire lo zio, civetta con lui e si lascia corteggiare, suscitando l'indignazione di Harry. Ma la ragazza lo convince ad assecondarla, perché lei ha un piano ben definito in testa per rendere più arrendevole lo zio nei loro confronti.

## Produzione
Il film fu prodotto dall'American Film Manufacturing Company con il nome Beauty.

## Distribuzione
Distribuito dalla Mutual Film, il film - un cortometraggio di una bobina - uscì nelle sale cinematografiche degli Stati Uniti il 21 gennaio 1914.